# Краснопресненский проспект

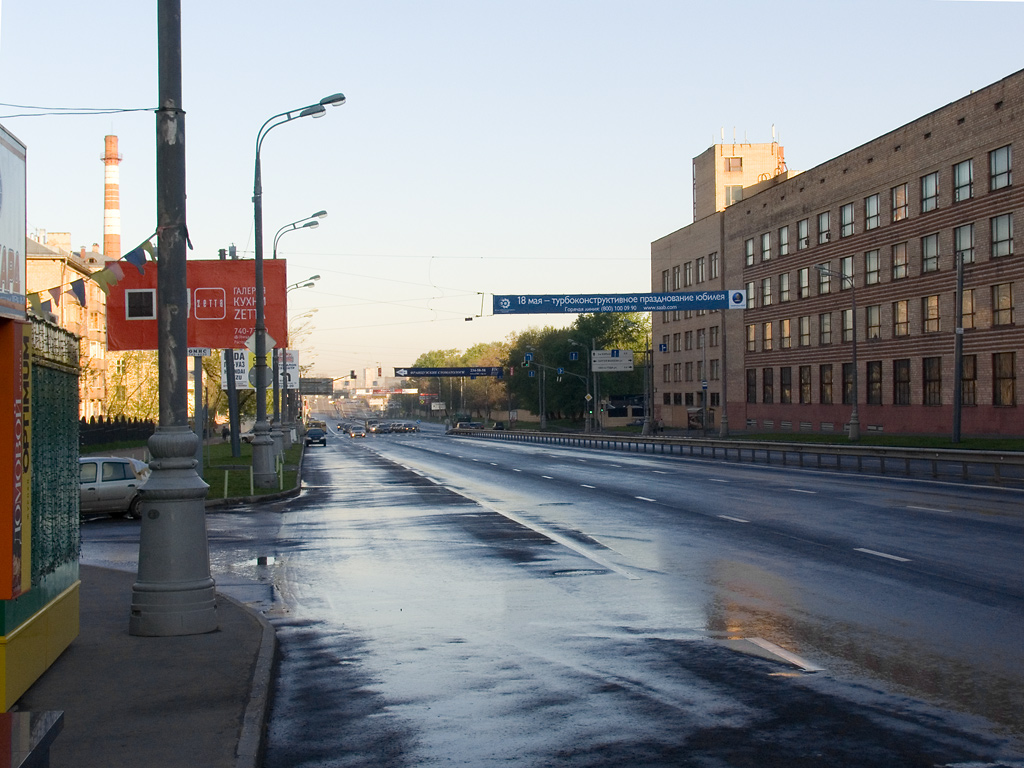
Звенигородское шоссе — начало проспекта

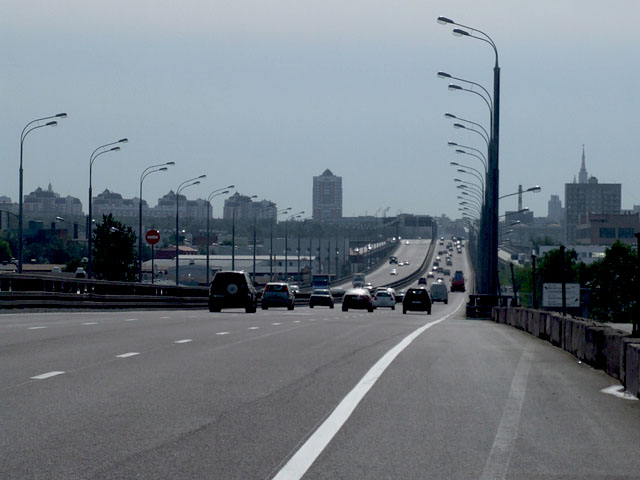
Краснопресненский проспект

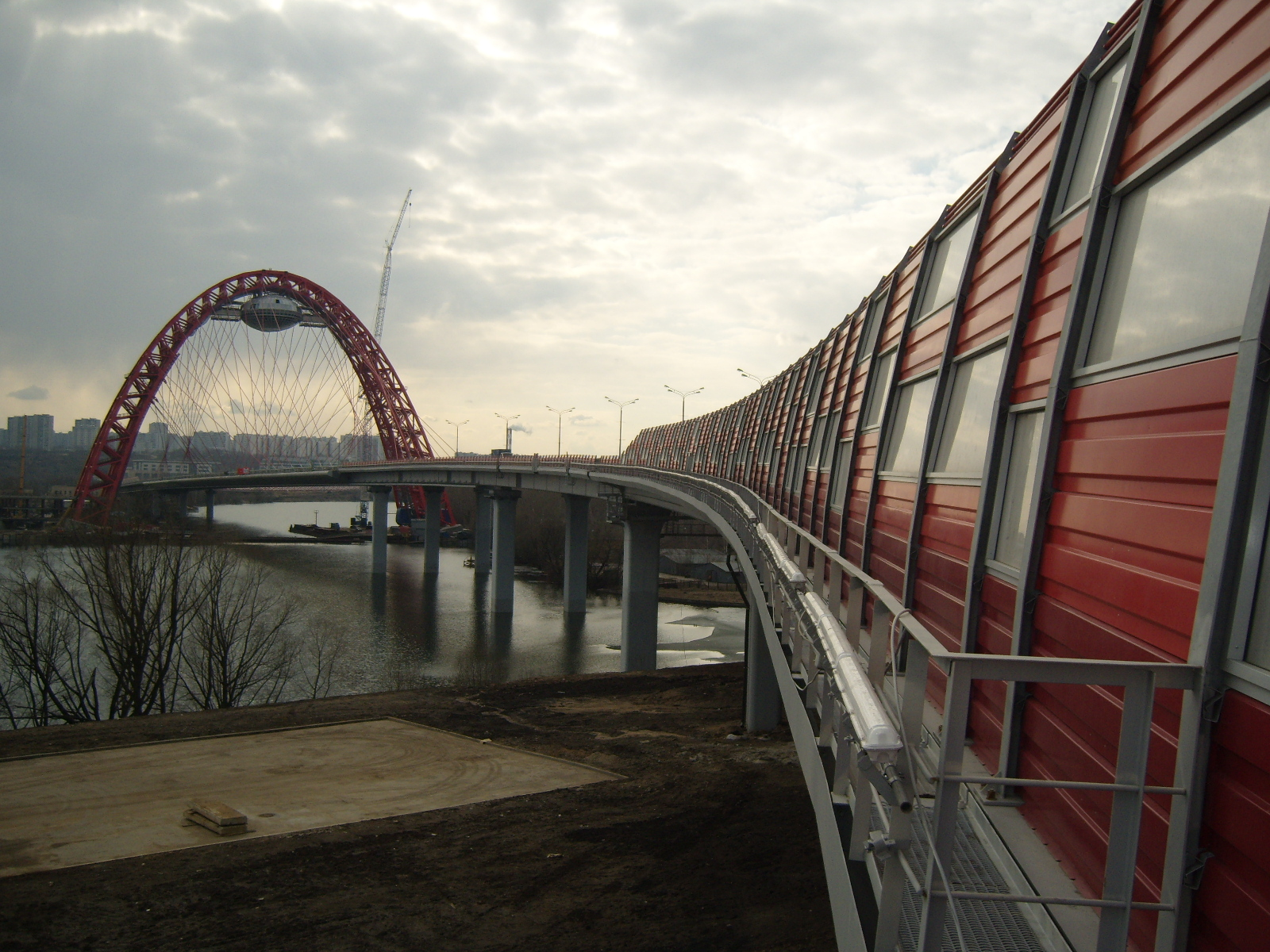
Живописный мост

Краснопресненский проспект — объединяющее название для автомобильной трассы на западе Москвы шириной 3—4 полосы в каждом направлении. Проспект начинается от Кудринской площади и заканчивается в месте пересечения автомагистрали «Балтия» (Новорижское шоссе) и МКАД.

## История строительства
Прообраз данной трассы фигурирует еще в Генплане Москвы 1971 года. Генплан предполагал довести проектируемое в то время Новорижское шоссе через Серебряный бор и Троице-Лыково до проспекта Маршала Жукова и далее через Мнёвники до улицы Красная Пресня. По официальной версии, забота о природном и культурном наследии остановила прокладку наземной трассы. При разработке этого проекта были зарезервированы участки под строительство будущей дороги вдоль проспекта Жукова, улицы Мнёвники, в промзоне Силикатных и Магистральных улиц и дальше — вплоть до площади Восстания (ныне Кудринская площадь).
Проект современной трассы начал рассматриваться ещё в 2003 году. В это время были разработаны проектные документации всех основных узлов проспекта.
Само же строительство Краснопресненского проспекта началось в 2004 году с реконструкции проспекта маршала Жукова. Однако по большей части сама трасса находилась в стадии проектной разработки.
На участке от Звенигородского шоссе до улицы Мнёвники в ноябре 2005 года введена в эксплуатацию транзитная эстакада (Звенигородская эстакада) и развязка с Третьим транспортным кольцом. Сооружённая эстакада имеет по четыре полосы движения в каждом направлении.
27 декабря 2007 года на участке от проспекта Маршала Жукова до Крылатской улицы введён в эксплуатацию мост через Москву-реку («Живописный мост»), а на участке от Крылатской улицы до развязки МКАД—Новорижское шоссе введен в эксплуатацию Северо-Западный тоннель глубокого залегания. Он имеет два основных яруса — нижний предназначен для движения поездов Арбатско-Покровской линии московского метрополитена между станциями «Строгино» и «Крылатское», верхний — для движения автотранспорта. С момента открытия движения по мосту и тоннелю стало возможным попасть на Новорижское шоссе напрямую из центра Москвы.
14 марта 2009 — частичное открытие развязки (тоннели) на пересечении с улицей Народного Ополчения (будущее Четвёртое транспортное кольцо).
31 августа 2010 частично была открыта развязка на пересечении МКАД с Новорижским шоссе. В торжественной обстановке развязку открыл мэр Москвы Юрий Лужков, который назвал её очередным подарком к Дню города. Новая развязка представляет собой эстакадные съезды, связывающие МКАД с Новорижским шоссе, обеспечивающее беззаторное движение (частичная замена «клеверного листа»).
В августе 2011 была открыта последняя эстакада, ведущая на проспект Маршала Жукова.